# Un Noël en famille
Pour plus de détails, voir Fiche technique et Distribution.
Un Noël en famille est un film de Noël comique français réalisé par Jeanne Gottesdiener et sorti en 2024,.

## Synopsis
Carole, maire d'une petite ville, s'implique à fond dans les festivités de Noël de sa commune pendant qu'Alain, son mari moderne et dévoué, s'occupe d'organiser le réveillon. Lorsque les enfants arrivent, le rêve d'un Noël serein s'effondre et le couple subit une attaque en règle de toutes les traditions familiales, en mode protection de la planète, défense des animaux et développement durable. Carole et Alain feront tout leur possible pour que la famille survive à ce conflit de générations.

## Fiche technique
Sauf indication contraire, les informations mentionnées dans cette section peuvent être confirmées par les bases de données cinématographiques IMDb et Allociné,  présentes dans la section « Liens externes ».
- Titre original : Un Noël en famille
- Réalisation : Jeanne Gottesdiener
- Scénario : Jeanne Gottesdiener et Julie Ponsonnet
- Musique : Romain Allender
- Décors : Matthieu Guy D'Arpaillargues
- Costumes : Constance Bloch
- Photographie : Vincent Muller
- Son : Vincent Goujon et Antoine Baudouin
- Montage : Sylvie Gadmer
- Production : Patrick Vandenbosch, Jean-Jacques Neira et Christophe Mazodier
- Sociétés de production : M6 Films, Polaris Films et Belga Productions
- Sociétés de distribution : KMBO et France Télévisions
- Pays de production :  France
- Langue originale : français
- Format : couleur
- Genre : Comédie
- Durée : 90 minutes
- Dates de sortie :
  - Allemagne : 14 novembre 2024
  - France : 18 décembre 2024

## Distribution
- Noémie Lvovsky : Carole Lamarre
- Didier Bourdon : Alain Lamarre
- Alice Daubelcour : Sarah Lamarre
- Christophe Montenez : Balthazar
- Jules Sagot : David Lamarre
- Janaina Halloy Fokan : Noa Lamarre
- Marie Bunel : Laura, la voisine
- Renaud Rutten : Victor Fayol
- Sissi Duparc : Marlène
- Jean-Charles Zambo : Éric
- Camille Pistone : Raul Lesieur
- Claudette Walker : Antoinette